# Helicopter Cube
El Helicopter Cube (o en español, cubo del Helicóptero) es un rompecabezas similar al Cubo de Rubik inventado por Adam G. Cowan en 2005 y construido en 2006.  También tiene la forma de un cubo. A primera vista, el cubo de helicóptero puede parecer una combinación del 2×2×2 y el skewb, pero en realidad corta de manera diferente y se tuerza alrededor de los bordes de cubos en lugar de las caras de cubos. El propósito del rompecabezas es revolver los colores y luego restaurarlos de nuevo a su estado original de un solo color por cara.

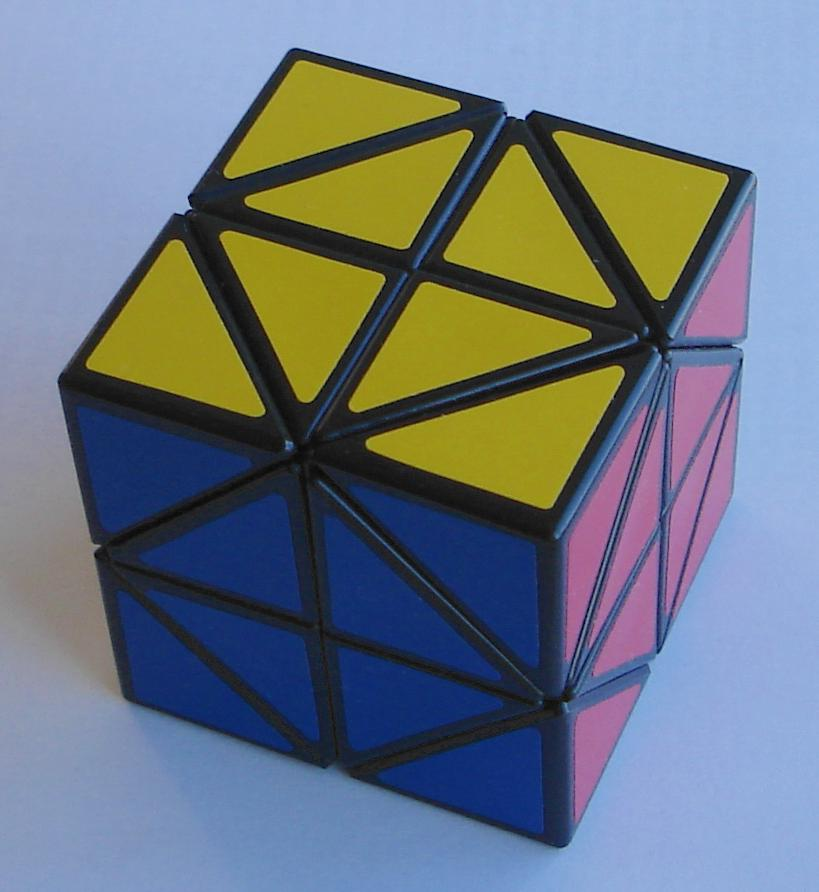
Helicopter Cube de Mèffert, cuerpo negro.

## Descripción

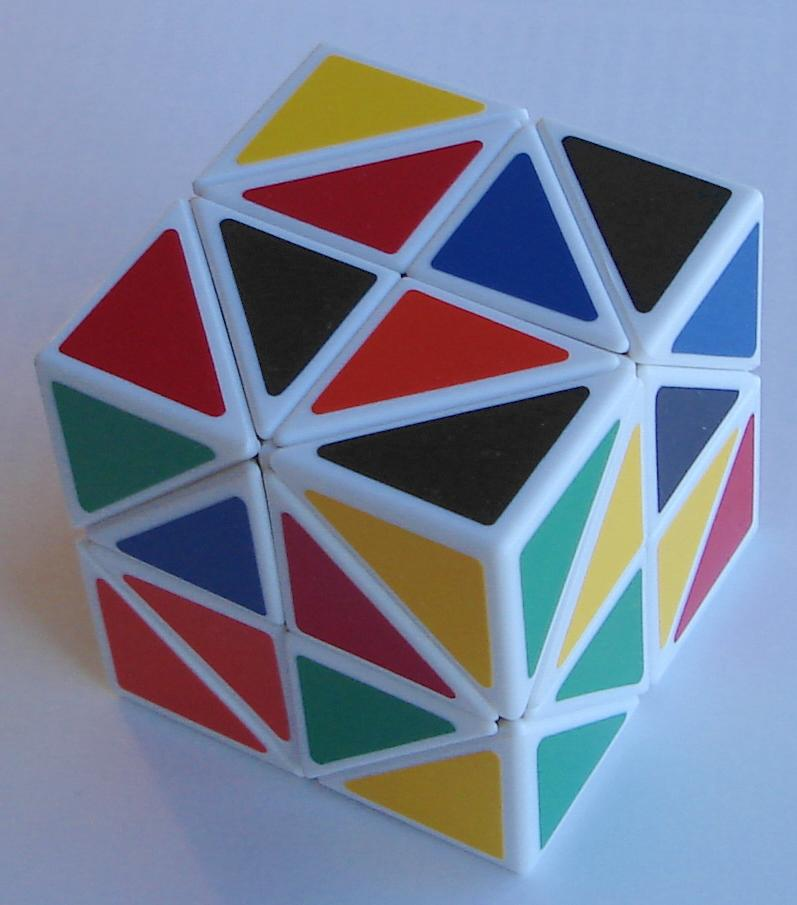
Helicopter cube, revuelto.

El cubo de helicóptero está hecho en forma de cubo, se corta en 8 piezas de esquina y 24 piezas centrales de la cara. Cada pieza de esquina tiene 3 colores, y cada pieza central de la cara tiene solo un color. A diferencia del cubo de Rubik, sus caras no giran; más bien, las piezas se revuelven girándolas alrededor del borde de un cubo.
Al girar el rompecabezas, un giro de 180° intercambia dos piezas de las esquinas y dos pares de piezas centrales de la cara, pero conserva la forma del cubo. Todo el rompecabezas se puede revolver de esta manera.
Sin embargo, también es posible torcer un borde en ~ 71 °, de modo que la base de dos grupos de una pieza de esquina y una pieza central de la cara se alinean con el plano de rotación de un borde diferente. Luego se puede girar el segundo borde, mezclando así las piezas de las esquinas y las piezas centrales de la cara y dejando el rompecabezas en una forma no cúbica. Este tipo de mezcla se conoce como un movimiento en juntas . Debido a las diferentes formas de las piezas entremezcladas, algunas rotaciones posibles en la forma cúbica ya no pueden ser posibles en la forma confusa. Al usar una combinación de tales movimientos de "enjuague", es posible volver a la forma cúbica pero con algunas piezas centrales de la cara en la orientación incorrecta, sobresaliendo así como picos en lugar de acostarse en la cara del cubo. También se pueden introducir cambios más sutiles, que se describen más adelante.
Hay cuatro variantes del cubo de helicóptero:
- El cubo de helicóptero original, fabricado por la tienda sinuosa (vendido también por Uwe Mèffert ), que consiste solo en 8 piezas de esquina y 24 piezas centrales de la cara;
- El "Curvy Copter" de Tom van der Zanden, [2] que tiene 12 piezas de borde adicionales con 2 colores cada una. Esto requiere que la persona construya alrededor de las piezas del borde, mientras que en el cubo del helicóptero, estas están ocultas debajo y no importa dónde construyas.
- El "Curvy Copter Plus", también creado por Tom van der Zanden, con cortes adicionales en el medio de las piezas centrales de la cara, lo que permite que el rompecabezas se mezcle aún más;
- El "Helicopter Skewb", también de Tom Van Der Zanden, que tiene exactamente el mismo aspecto que el Helicopter Cube original pero también puede girar como el Skewb.

- "Curvy copter 3",producido en 2014 por mf8

|  |  |  |

## Solución

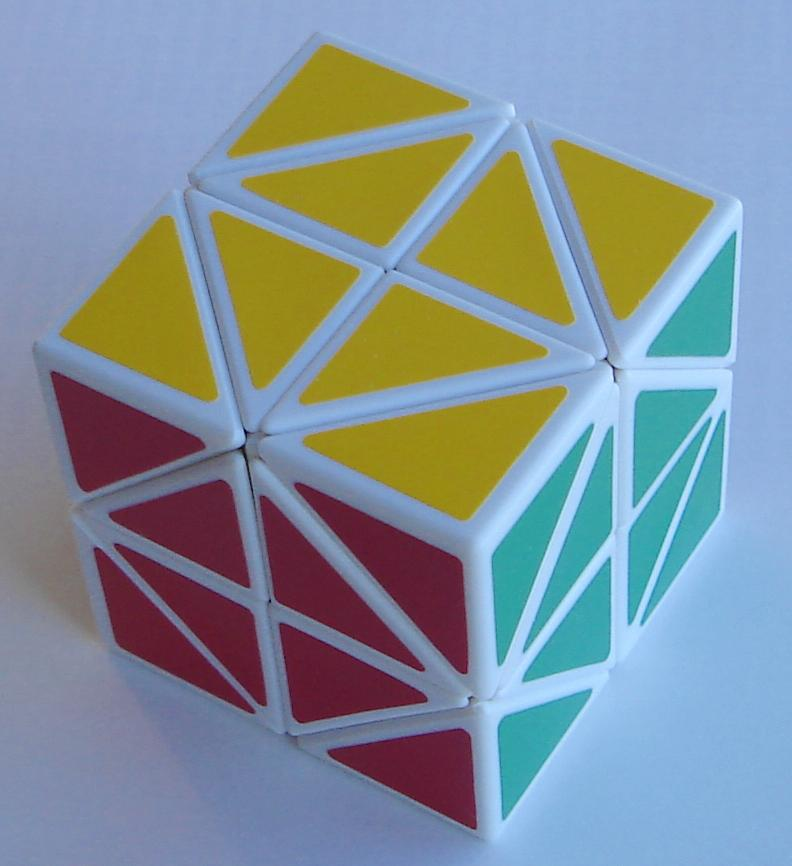
El cubo del helicóptero de Mèffert, cuerpo blanco, resuelto

Si el rompecabezas solo se resuelve usando giros de 180°, entonces se puede resolver usando solo giros de 180°. Sin embargo, si se hicieron algunos movimientos confusos, incluso si posteriormente el rompecabezas volviera a tener forma de cubo, es posible que no sea posible resolverlo usando solo giros de 180°. La razón de esto es que usando solo giros de 180°, cada pieza central de la cara solo puede permutarse dentro de un ciclo de 6 miembros, a menudo denominado su órbita .  Las piezas centrales de la cara en diferentes órbitas no se pueden intercambiar usando solo giros de 180°. Sin embargo, los movimientos desordenados pueden permutar las piezas centrales de la cara entre diferentes órbitas, dejando así el rompecabezas en un estado que no puede resolverse únicamente con giros de 180°.

## Número de combinaciones
Supongamos que Helicopter Cube está revuelto sin movimientos confusos (es decir, mezclado con solo giros de 180 grados). Es posible cualquier permutación de las esquinas, incluidas las permutaciones impares. Siete de las esquinas se pueden girar de forma independiente y la orientación de la octava depende de las otras siete, ¡lo que da 8! ×3⁷ combinaciones.
Hay 24 centros faciales, que se pueden organizar en 24! diferentes caminos. Pero los centros de la cara en realidad se encuentran en 4 órbitas distintas, cada una de las cuales contiene todos los colores. Entonces el número de permutaciones se reduce a 6!⁴ arreglos.  La permutación de los centros de la cara es par, el número de permutaciones se divide por 2.
Suponiendo que el cubo no tiene una orientación fija en el espacio, y que las permutaciones resultantes de rotar el cubo sin torcerlo se consideran idénticas, el número de permutaciones se reduce en un factor de 24. Esto se debe a que las 24 posiciones y orientaciones posibles de la primera esquina son equivalentes debido a la falta de centros fijos. Este factor no aparece al calcular las permutaciones de N×N×N cubos donde N es impar, ya que esos rompecabezas tienen centros fijos que identifican la orientación espacial del cubo.
Esto da un número total de permutaciones de
{\displaystyle {\frac {7!\cdot 3^{6}\cdot 6!^{4}}{2}}\approx 4.94\times 10^{17}.}
El número ampliado es493 694 233 804 800 000 (aproximadamente 494 billares en la escala larga o 494 cuatrillones en la escala corta). 
Cuando un cubo de helicóptero se revuelve con movimientos desordenados pero aún conserva su forma de cubo, los centros de las caras no ocurren en 4 órbitas distintas. Suponiendo que los cuatro centros de cada color son indistinguibles, el número de permutaciones se reduce a 24!/(4!⁶ ) arreglos. El factor reductor se produce porque hay 24 (4!) formas de disponer las cuatro piezas de un color determinado. Esto se eleva a la sexta potencia porque hay seis colores.
Esto da un número total de permutaciones de
{\displaystyle {\frac {7!\cdot 3^{6}\cdot 24!}{4!^{6}}}.}
El número ampliado es11 928 787 020 628 077 600 000 (aproximadamente11 929 billones o 12 billones en la escala larga o 12 sextillones en la escala corta) 
Para contar posiciones que no son cubos, necesitamos contar todas las formas posibles (ignorando los colores). Contar esas formas es complicado, ya que a veces los movimientos se bloquean únicamente debido a la forma de las piezas y no al mecanismo subyacente. Matt Galla realizó un análisis completo y escribió sus resultados en esta publicación en el foro TwistyPuzzles. He reproducido y verificado sus resultados. Encontró 14.098 formas, o 28.055 si se cuentan también las imágenes especulares. Sin embargo, algunos de ellos tienen simetría y, por lo tanto, ocurren en menos de 24 (o 48) orientaciones posibles. Aquí hay un desglose de esas simetrías: 
|                            |                            |         |       |      |       |       |        |    |       |        |     |     |           |           |
| Simetría                   |                            | mr4r3r2 | mr3r2 | r3r2 | mfr2e | mer2e | r2er2e | m4 | me    | r2e    | r2f | mc  | i         | Total     |
| Simetría                   | Internacional              | Oh      | D3d   | D3   | C2v   | C2h   | D2     | S4 | Cs    | C2     | C2  | S2  | C1        | Total     |
| Simetría                   | Schön.                     | m3m     | 3m    | 322  | mm2   | 2/m   | 222    | 4  | m     | 2      | 2   | 1   | 1         | Total     |
| Orden                      | Orden                      | 48      | 12    | 6    | 4     | 4     | 4      | 4  | 2     | 2      | 2   | 2   | 1         |           |
| Índice                     | Índice                     | 1       | 4     | 8    | 12    | 12    | 12     | 12 | 24    | 24     | 24  | 24  | 48        |           |
| Imagen reflejada de formas | Imagen reflejada de formas | 1       | 1     | 8    | 1     | 18    | 4      | 1  | 82    | 764    | 5   | 37  | 13,176    | 14,098    |
| Imagen reflejada de formas | Imagen reflejada de formas | 1       | 1     | 16   | 1     | 18    | 8      | 1  | 82    | 1,528  | 10  | 37  | 26,352    | 28,055    |
| Total                      | Total                      | 1       | 4     | 128  | 12    | 216   | 96     | 12 | 1,968 | 36,672 | 240 | 888 | 1,264,896 | 1,305,133 |

La fila marcada Orden muestra los tamaños de los grupos de simetría. El índice es el índice del grupo de simetría como un subgrupo del grupo de simetría cúbica completa, es decir, es 48 dividido por el orden. El índice es también el número de formas en que cualquier forma particular con esa simetría puede orientarse en el espacio (incluidos los reflejos). La primera fila de Formas enumera el número de formas que Matt encontró para cada grupo de simetría, pero sin contar las imágenes especulares, y la segunda fila de Formas incluye las formas de imágenes especulares en su recuento. La fila marcada como Total es el producto del índice y el número de formas.
Multiplicando esto con el resultado anterior da 15 568 653 590 593 384 802 320 800 000 (aproximadamente 15 569 cuatrillones o 15 cuatrillones en la escala larga o 15 octillones en la escala corta) posiciones mezcladas en total.